# Liste der Monuments historiques in Achy
Die Liste der Monuments historiques in Achy führt die Monuments historiques in der französischen Gemeinde Achy auf.

## Liste der Bauwerke
| Bezeichnung                | Beschreibung                      | Standort | Kennzeichnung | Schutzstatus | Datum | Bild           |
| -------------------------- | --------------------------------- | -------- | ------------- | ------------ | ----- | -------------- |
| Ehemaliges Kloster Beaupré | Erbaut im 12. und 18. Jahrhundert | (Lage)   | PA00114472    | inscrit      | 1988  | weitere Bilder |